# Black Water (Warhammer)
Het Black Water meer is een meer in het spel Warhammer van Games Workshop.
In het Khazalid, de dwergentaal, heeft het meer de naam Varn Drazh. Letterlijk vertaald wil dit Black Water (Zwart Water) zeggen.
Het meer is ontstaan door de inslag van een grote meteoriet in de Worlds Edge Mountains. Hierdoor bevinden zich vele kostbare metalen in de oevers van het meer en de omliggende gebieden, onder andere Gromril. Het meer wordt gevuld door het smeltwater van de verschillende omliggende bergtoppen. In het meer leven monsters.
De dwergenstad Zhufbar ligt aan de rand van dit meer. Het water wordt gebruikt om de vele waterraderen van de stad aan te drijven. De stad is constant in oorlog met omliggende Orcs en Skaven.